# L’Amour Toujours e.p.
A L'Amour Toujours Gigi D'Agostino 2000-es középlemeze. A lemez sok országban csak kislemezként jelent meg.

## Számlista

### CD
1. L'amour toujours (L'amour vision)  6:54
2. Un giorno credi feat. Edoardo Bennato (Gigidagostino.com)  8:05
3. L'amour toujours (Gigidagostino.com)  7:57

### ("12)
A-oldal
1. L'amour toujours (L'amour vision)  8:45

B-oldal
1. Un giorno credi feat. Edoardo Bennato (Gigidagostino.com)  8:51

C-oldal
1. L'amour toujours (Gigidagostino.com)  8:35

D-oldal
1. Musikakeparla  6:55

## Szerzők
L'amour toujours: L. Di Agostino, P. Sandrini & C. Montagner – Media Songs Srl./Warner Bros Music Italy Srl.
Un giorno credi: P. Trampetti & E. Bennato – Ed. BMG Ricordi Spa, Wiz Music
Musikakeparla: L. Di Agostino & P. Sandrini – Media Songs Srl./Warner Bros Music Italy Srl.

## Érdekességek
- A CD verzión nem szerepel a Musikakeparla, és a számok egymásba olvadnak.
- Az Un giorno credi eredetileg Edoardo Bennato dala, 1973-ból. 2001-ben a L'amour toujours után minden esély megvolt rá, hogy ez a dal is megjelenik külön kislemezen, de végül nem így lett. Az Il Grande Viaggio Di Gigi D'Agostino vol.1 lemez legvégén bónuszként szerepel egy pár sor erejéig.